# Маріус Броголм
Маріус Свертсен Броголм (норв. Marius Sivertsen Broholm, нар. 26 грудня 2004, Тронгейм, Норвегія) — норвезький футболіст, півзахисник клубу «Русенборг».

## Ігрова кар'єра

### Клубна
Маріус Броголм народився у місті Тронгейм і є вихованцем місцевого футболу. У 2019 році він приєднався до молодіжної команди клубу «Русенборг». Перед початком сезону 2021 року футболіста було внесено до заявки першої клубної команди. В липні того року Броголм зіграв свої перші ігри на професійному рівні у Кубку Норвегії.
У січні 2022 року Броголм підписав з клубом перший професійний контракт. 8 травня у матчі проти «Стремсгодсет» півзахисник дебютував у чемпіонаті країни. У травні 2023 року Броголм відбув в оренду до кінця сезону до клубу Другого дивізіону «Крістіансунн». Після повернення до «Русенборга», в сезоні 2024 року Броголм забронював за собою місце в основі команди.

### Збірна
У 2024 році Маріус Броголм дебютував у складі молодіжної збірної Норвегії у матчах відбору до молодіжного Євро - 2025.